# Mauzac (Haute-Garonne)
Mauzac település Franciaországban, Haute-Garonne megyében. Lakosainak száma 1343 fő (2022. január 1.). Mauzac Le Fauga, Beaumont-sur-Lèze, Montaut és Noé községekkel határos.

## Népesség
A település népességének változása:
| Lakosok száma | 318  | 489  | 562  | 1001 | 1224 | 1245 | 1281 | 1301 | 1327 | 1343 |
|               | 1968 | 1982 | 1990 | 2006 | 2013 | 2015 | 2017 | 2019 | 2020 | 2022 |